# Ешлі Болл
Ешлі Болл  (англ. Ashleigh Ball, 25 березня 1986) — британська хокеїстка на траві, олімпійська медалістка.

## Виступи на Олімпіадах
| Олімпіада   | Дисципліна     | Місце |
| ----------- | -------------- | ----- |
| Лондон 2012 | хокей на траві | 3     |